# Ifloga
Ifloga é um género botânico que pertence à família Asteraceae.